# Thought I'd Died and Gone to Heaven
«Thought I'd Died and Gone to Heaven» es una de las canciones más aplaudidas del lanzamiento de 1991 de Bryan Adams, Waking Up the Neighbours. Escrita por Jim Vallance y Bryan Adams la canción posee un sabor musical muy roquero, pero líricamente es una canción de amor.
La canción alcanzó la posición nº13 en el Billboard Hot 100 y el nº14 en el Mainstream Rock Tracks. En el Reino Unido, alcanzó la posición n.º 8. Y en Canadá, alcanzó la posición n.º 1.

## Vídeo musical
El video fue grabado en campos de cebada en medio de la noche con delfines volando por encima de la banda, añadiendo un enigmático significado a la canción

## Lados B del sencillo
7" sencillo / CD sencillo
- «Thought I'd Died and Gone to Heaven»
- «Somebody» (live)

12" maxi sencillo
- «Thought I'd Died and Gone to Heaven»
- «Somebody» (live)
- «(Everything I Do) I Do It for You» (versión sencillo)

## Rareza
También existe una versión en español que se llama "Creí morir e ir al cielo".

## Posiciones
| Lista (1992)                              | Posición Alcanzada |
| ----------------------------------------- | ------------------ |
| Australian Singles Chart                  | 13                 |
| Canadá, Sencillos                         | 1                  |
| Francia, sencillos                        | 27                 |
| Alemania, Sencillos                       | 47                 |
| Irish Singles Chart                       | 11                 |
| UK Singles Chart                          | 8                  |
| U.S. Billboard Hot 100                    | 13                 |
| U.S. Billboard Hot Mainstream Rock Tracks | 14                 |